# 20 Dywizja Piechoty (Węgry)
20 Węgierska Dywizja Piechoty (20 Węgierska Brygada Piechoty, 20 Węgierska Dywizja Lekka) – jedna z dywizji węgierskich z czasów II wojny światowej.
Utworzona w styczniu 1939 jako brygada, w lutym 1942 przekształcona w dywizję lekką, od sierpnia 1943 jako dywizja piechoty.
Poddała się Brytyjczykom w północnej Chorwacji i południowej Austrii w 1945.

## Dowódcy dywizji
- brygadier generał Ödön Domanczky
- brygadier generał Károly Kovács
- pułkownik Géza Nagy
- brygadier generał Frigyes Vasváry
- pułkownik Béla Németh
- brygadier generał Frigyes Vasváry
- brygadier generał Jenö Tömöry
- brygadier generał Ferenc Tilger

## Struktura organizacyjna
Skład w czerwcu 1942:
- 14 pułk piechoty
- 23 pułk piechoty
- 20 pułk artylerii
- 20 szwadron kawalerii
- 20 kompania przeciwlotnicza
- 20 kompania łączności

W 1944 w dywizji znalazły się dodatkowe oddziały, m.in. 12 pułk piechoty i 20 batalion rozpoznawczy